# Donaldsonville
Donaldsonville ist eine Kleinstadt (mit dem Status „City“) und Verwaltungssitz des Ascension Parish im US-amerikanischen Bundesstaat Louisiana. Das U.S. Census Bureau hat bei der Volkszählung 2020 eine Einwohnerzahl von 6.695 ermittelt.
Donaldsonville ist Bestandteil der Metropolregion um die Stadt Baton Rouge.

## Geschichte
Im Sommer 1862 während des Sezessionskrieges wurde Donaldsonville von der Unionsarmee beschossen. Die Einnahme Donaldsonvilles sollte die Kontrolle über den Mississippi River sichern. Die Union rückte gleichzeitig mit Kriegsschiffen über den Fluss an. Admiral David G. Farragut zerstörte einen Großteil der ehemaligen Hauptstadt und stellte Donaldsville unter Kriegsrecht.
Nach dem Krieg war Donaldsonville die Stadt mit dem drittgrößten afro-amerikanischen Bevölkerungsanteil. 1868 wurde der erste afro-amerikanische Bürgermeister in den USA gewählt: Pierre Caliste Landry, ein ehemaliger Sklave. Zwischen 1900 und 1930 verloren etliche Arbeiter ihre Arbeit. Dies führte zur sogenannten Great Migration, als Afroamerikaner den Süden verließen. Zu Beginn des 21. Jahrhunderts ist Donaldsonville eine Kleinstadt mit zahlreichen historischen Plätzen.

## Geografie
Donaldsonville liegt im mittleren Südosten Louisianas, am rechten Ufer des Mississippi und am nordwestlichen Ende des Bayou Lafourche. Die geografischen Koordinaten sind 30°06′00″ nördlicher Breite und 90°59′39″ westlicher Länge. Das Stadtgebiet erstreckt sich über eine Fläche von 6,5 km².
Benachbarte Orte von Donaldsonville sind Gonzales (27,4 km nördlich), Sorrento (23,3 km nordöstlich), Belle Rose (9,1 km südwestlich), White Castle (17,1 km westnordwestlich).
Die nächstgelegenen größeren Städte sind Louisianas Hauptstadt Baton Rouge (64,5 km stromaufwärts in nordnordwestlicher Richtung) und Louisianas größte Stadt New Orleans (99,3 km stromabwärts in östlicher Richtung).

## Kultur und Sehenswürdigkeiten
Seit 2008 existiert das River Road African American Museum, das Teil des African American Heritage Trails ist. Das Ascension Parish Courthouse ist als Kulturdenkmal unter Nr. 79003906 gelistet im National Register of Historic Places (NRHP).

## Verkehr
Im Stadtgebiet von Donaldsonville treffen die Louisiana Highways 1, 18 und 308 zusammen. Alle weiteren Straßen sind untergeordnete Landstraßen, teils unbefestigte Fahrwege sowie innerstädtische Verbindungsstraßen.
Durch Donaldsonville verläuft eine entlang des Mississippi führende Eisenbahnstrecke der Union Pacific Railroad.
Mit dem Louisiana Regional Airport befindet sich 21,1 km nordnordöstlich ein kleiner Flugplatz. Die nächsten Großflughäfen sind der Baton Rouge Metropolitan Airport (77,3 km nordnordwestlich) und der größere Louis Armstrong New Orleans International Airport (80,5 km östlich).

## Bevölkerung
Nach der Volkszählung im Jahr 2010 lebten in Donaldsonville 7436 Menschen in 2681 Haushalten. Die Bevölkerungsdichte betrug 1144 Einwohner pro Quadratkilometer. In den 2681 Haushalten lebten statistisch je 2,73 Personen.
Ethnisch betrachtet setzte sich die Bevölkerung zusammen aus 22,9 Prozent Weißen, 76,0 Prozent Afroamerikanern, 0,2 Prozent amerikanischen Ureinwohnern, 0,2 Prozent Asiaten sowie 0,2 Prozent aus anderen ethnischen Gruppen; 0,5 Prozent stammten von zwei oder mehr Ethnien ab. Unabhängig von der ethnischen Zugehörigkeit waren 0,9 Prozent der Bevölkerung spanischer oder lateinamerikanischer Abstammung.
29,3 Prozent der Bevölkerung waren unter 18 Jahre alt, 57,8 Prozent waren zwischen 18 und 64 und 12,9 Prozent waren 65 Jahre oder älter. 54,5 Prozent der Bevölkerung war weiblich.

Das mittlere jährliche Einkommen eines Haushalts lag bei 32.131 USD. Das Pro-Kopf-Einkommen betrug 17.141 USD. 31,1 Prozent der Einwohner lebten unterhalb der Armutsgrenze.

## Bekannte Bewohner
- Henry Johnson (1783–1864), US-Kongressabgeordneter[8] und fünfter Gouverneur von Louisiana – praktizierte mehrere Jahre als Anwalt in Donaldsonville
- Plas Johnson (* 1931), Saxophonist – geboren in Donaldsonville[9]
- Joseph Aristide Landry (1817–1881), von 1851 bis 1853 Abgeordneter des US-Repräsentantenhauses[10] – geboren und gestorben in Donalsonville[11]
- Lonesome Sundown (1928–1995), Bluesmusiker
- Dave Nelson (1905–1946), Jazz-Musiker – geboren in  Donaldsonville
- Francis T. Nicholls (1834–1912), 28. Gouverneur von Louisiana[12] – geboren in Donaldsonville
- Miles Taylor (1805–1873), von 1855 bis 1861 Abgeordneter des US-Repräsentantenhauses[13] – praktizierte mehrere Jahre als Anwalt in Donaldsonville
- Edward Douglass White (1795–1847), US-Kongressabgeordneter[14] und zehnter Gouverneur von Louisiana – praktizierte mehrere Jahre als Anwalt in Donaldsonville